# Фонд др Милан Јелић
Фонд др Милан Јелић је фонд који пружа подршку у финансирању студирања, научноистраживачког рада и усавршавања младих талената у Републици Српској. Назив носи по покојном предсједнику Републике проф. др Милану Јелићу.
Сједиште Фонда је у Бањој Луци.

## Састав
Фонд др Милан Јелић је основан одлуком Владе Републике Српске од 17. марта 2011. године као наставак редовних активности бивше фондације предсједника Републике Српске — Фондације др Милан Јелић — основане у јануару 2007.
Фонд функционише у оквиру Министарства за научнотехнолошки развој, високо образовање и информационо друштво Републике Српске као посебна организациона јединица. Предсједник Фонда је надлежни министар, а чланови су: предсједник Академије наука и умјетности Републике Српске, министар просвјете и културе, министар породице, омладине и спорта, министар за европске интеграције и међународну сарадњу и министар финансија.

## Дјелокруг
Фонд др Милан Јелић своју дјелатност заснива на:
- додјељивању стипендија талентованим студентима додипломских и послиједипломских студија односно студентима I, II и III циклуса високог образовања, у земљи и иностранству;
- награђивању појединаца који се баве научноистраживачким радом;
- помагању, подстицању и награђивању талентованих младих људи који се баве проналазаштвом и иновацијама и другим друштвено-корисним радом из различитих интелектуалних области.